# Хронология вторжения России на Украину (апрель 2022)
Данная статья является частью хронологии широкомасштабного вторжения РФ на Украину и описывает события, произошедшие в апреле 2022 года.

### 1 апреля
Минобороны Великобритании сообщило о восстановлении контроля украинских войск над сёлами к югу от Чернигова и обстрелах в районе Киева. Российские войска отступили из зоны Чернобыльской АЭС.
Российские войска оккупировали город Изюм на юго-востоке Харьковской области.
Мэр города Рубежное Луганской области перешёл на сторону российских войск; ранее он поддерживал ввод войск РФ в Донбасс. В Каховке Херсонской области российские военные объявили о назначении оккупационной администрации. Верховная Рада приняла закон о национализации имущества россиян, поддерживающих войну.
Агентство Reuters заявило о намеренных ударах вооружённых сил РФ по зернохранилищам (не менее шести), что создаёт риск продовольственного кризиса в странах Африки и Ближнего Востока, зависимых от поставок из Украины. ЮНЕСКО сообщило о повреждении 53 объектов культурного наследия. Из-за опасности обстрела Красный Крест не смог провести эвакуацию из Мариуполя. ООН заявила о 1276 убитых и 1981 раненом среди мирных жителей с начала войны. Вице-премьер Украины заявила о конфискации гуманитарного транспорта российскими военными в Мелитополе.
ФССП РФ причислила военнослужащих и сотрудников Росгвардии, участвующих в войне на Украине, к социально незащищённым категориям граждан и пообещана не взыскивать с них имущество в счёт долгов. «Роскомсвобода» заявила о военной цензуре в отношении 1500 сайтов в России.
На нефтебазе в Белгороде произошёл пожар. Местные власти и Минобороны РФ заявили об атаке украинских ударных вертолётов, Минобороны Украины и президент Зеленский отказались комментировать эту информацию. Минобороны Великобритании отметило, что взрывы на нефтебазе и военных складах могут заметно затруднить операции ВС РФ.

### 2 апреля
По единственному действующему на Украине Кременчугскому НПЗ был нанесён российский ракетный удар, в результате чего, по заявлению украинских властей, он был полностью разрушен.
Во множестве СМИ стали появляться публикации об обнаружении следов массового убийства жителей Бучи, покинутой российскими войсками.

### 3 апреля
Минобороны России заявило, что ракетами в Одесской области уничтожены Одесский НПЗ и три хранилища горючего. Минобороны России утверждает, что эти объекты использовались для снабжения украинских войск под Николаевом.

### 4 апреля
Российская армия нанесла ракетные удары по Одессе и Николаеву — в том числе с применением кассетных боеприпасов.
Украинские власти сообщили о более 400 жертвах резни в Буче и обеспечили доступ журналистов для независимого освещения трагедии. Глава Еврокомиссии направила следственную группу для документирования военных преступлений. Русская служба BBC сравнила резню в Буче с мерами борьбы российской армии против партизан в годы Второй мировой войны и войн в Чечне.
Также руководство Украины заявило о массовых убийствах в Ирпене, Ворзеле, Бородянке, Мотыжине и других населённых пунктах Киевской области. Минобороны России заявили, будто трагедия является инсценировкой и провокацией, но эта позиция была опровергнута журналистами The New York Times и другими расследователями с помощью спутниковых снимков, на которых тела убитых и массовые захоронения появились задолго до возвращения города под контроль ВСУ.
По данным украинской стороны, в блокированном Мариуполе оставалось около 130 000 жителей, а российские военные препятствовали доставке гуманитарных грузов. В качестве обеспечительной меры по иску Украины, ЕСПЧ потребовал от России не блокировать гуманитарные коридоры и не мешать эвакуации мирных жителей.
Российским государственным информационным агентством «РИА Новости» была опубликована статья «Что Россия должна сделать с Украиной». В статье продвигаются идеи репрессий и этнических чисток в отношении украинского народа, а также геноцида.
Роскомнадзор потребовал от Википедии удалить информацию из пяти статей про войну: «Битва за Киев (2022)», «Военные преступления в период вторжения России на Украину», «Обстрел больницы в Мариуполе», «Разрушение Мариупольского театра (2022)» и «Резня в Буче». НИУ ВШЭ закрыл специализацию «Права человека и демократическое управление» в рамках магистратуры «Политический анализ и публичная политика».

### 8 апреля
В результате обстрела ракетой «Точка-У» вокзала Краматорска, на котором находилось до 4 тыс. желающих эвакуироваться, погибло 60 человек, 111 получили ранения.
Председатель Еврокомиссии Урсула фон дер Ляйен и Верховный представитель Союза по иностранным делам и политике безопасности Джозеп Боррель в ходе встречи с президентом Зеленским посетили Киев и Бучу.
Согласно сводкам Генштаба Украины, Сумская область полностью свободна от российских войск.

### 9 апреля
В Киев с неанонсированными визитами прибыли премьер-министр Великобритании Борис Джонсон и канцлер Австрии Карл Нехаммер.

### 10 апреля
Завод «Азовсталь» в Мариуполе был полностью заблокирован, началась его осада.
Российский ракетный удар был нанесён по аэропорту города Днепр. Глава администрации Днепропетровской области заявил, что аэропорт и инфраструктура вокруг него разрушены.
Спутниковые снимки показали, что российская военная колонна длиной около 13 км движется через посёлок Великий Бурлук в сторону Харькова.
Украинские правоохранители подтвердили гибель 1222 жителей Киевской области.

### 11 апреля
Канцлер Австрии Карл Нехаммер встретился с Владимиром Путиным в Москве. По словам Нехаммера, «разговор с российским лидером был очень открытым и жёстким».

### 12 апреля
По сообщению Bild, украинский президент Владимир Зеленский отказал президенту Германии Франк-Вальтеру Штайнмайеру в приёме «из-за его тесных связей с Россией». Зеленский опроверг это, заявив, что обращений о визите не поступало.
ООН подтвердило гибель 1892 мирных жителей с начала войны; ещё 2558 ранены. В то же время в одном только Мариуполе, согласно заявлениям украинских властей, могли погибнуть от 10 тыс. до 22 тыс. человек.
Глава СБУ Иван Баканов заявил о поимке сбежавшего из-под домашнего ареста пророссийского политического деятеля Виктора Медведчука; в украинской администрации рассматриваются варианты обмена Медведчука на украинских военнопленных, либо на необстреливаемый зелёный коридор из Мариуполя.
Российские войска намеренно разрушили трубопровод, снабжавший водой Николаев.

### 13 апреля

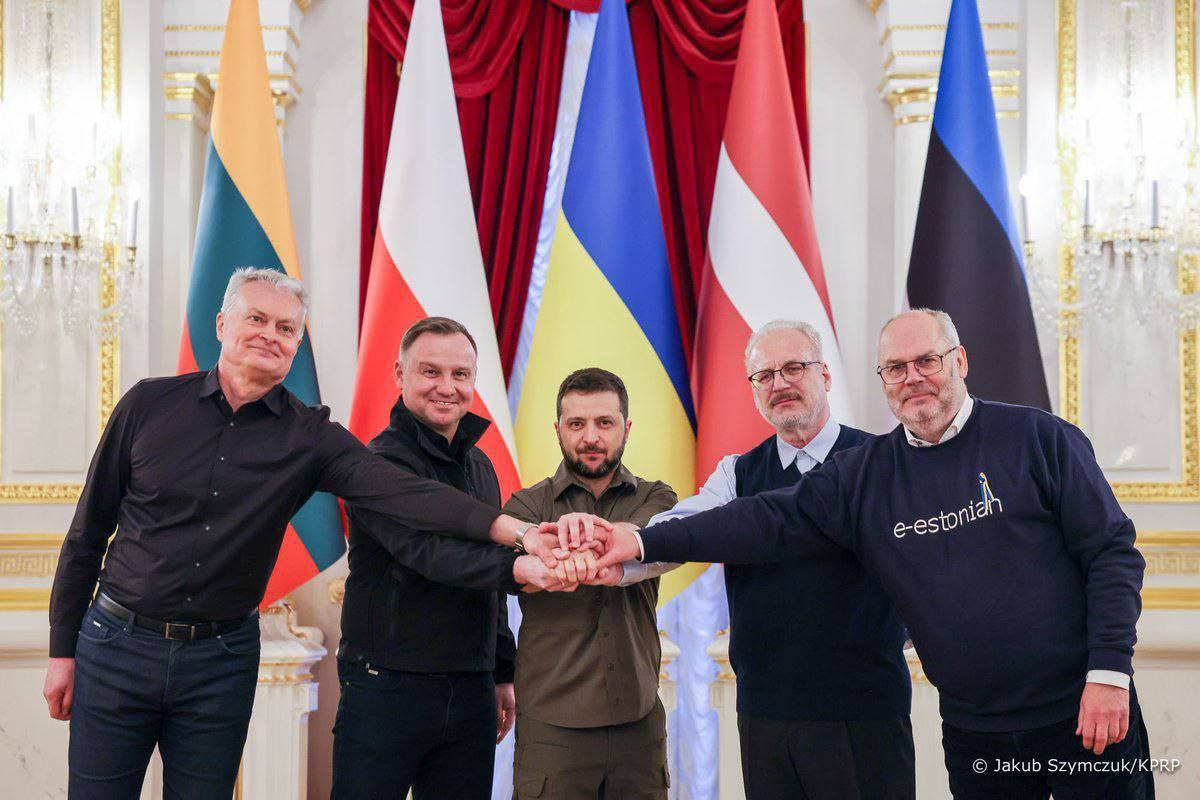
Владимир Зеленский с президентам Польши, Литвы, Латвии и Эстонии.

Российские войска взяли Мариупольский металлургический комбинат имени Ильича. Минобороны России заявило, что в Мариуполе в плен сдались 1026 военнослужащих 36-й отдельной бригады морской пехоты ВСУ, включая 162 офицеров. Минобороны Украины заявило, что не располагает такой информацией.
Согласно данным от украинских политиков и главы Одесской ОВА, ВСУ подбили двумя крылатыми ракетами «Нептун» флагманский корабль Черноморского флота ВМФ России ракетный крейсер «Москва». Минобороны России заявило, что на крейсере произошёл пожар и взрыв боеприпасов, экипаж корабля эвакуирован.
Президенты Польши, Литвы, Латвии и Эстонии Анджей Дуда, Гитанас Науседа, Эгилс Левитс и Алар Карис отправились с визитом в Киев.

### 14 апреля
Во время буксировки повреждённый крейсер «Москва» затонул. После повреждения «Москвы» другие корабли Черноморского флота РФ отошли от побережья Украины на более безопасное расстояние.

### 16 апреля
Российские официальные лица признали, что генерал-майор Владимир Фролов, бывший заместитель командующего 8-й армией, погиб в бою на территории Украины.

### 17 апреля
Россия заявила, что уничтожила завод по производству боеприпасов недалеко от посёлка Бровары Киевской области с помощью высокоточных ракет воздушного базирования. Мэр Броваров Игорь Сапожко заявил, что удар был нанесён по инфраструктуре города.

### 18 апреля
Представители Украины заявили о том, что российские войска начали наступление на востоке Украины.
Власти Украины сообщили, что российские войска вошли в город Кременная Луганской области.
По словам губернатора Львовской области Максима Козицкого, Львов поразили пять ракет. Под удар попали железнодорожный узел и оружейный склад, погибли несколько гражданских. Минобороны России заявило, что был уничтожен логистический центр, использовавшийся для хранения оружия, прибывающего на Украину из США и ЕС.
В очередной раз за последние недели российскому обстрелу подверглась железнодорожная инфраструктура Днепропетровской области (удары были нанесены по городам Павлоград и Синельниково).

### 19 апреля
Министр иностранных дел России Сергей Лавров подтвердил начало битвы за Донбасс.
Российские войска осуществили интенсивные артиллерийские и воздушные бомбардировки многих участков вдоль линии фронта от Изюма до Николаева, заняли город Кременная Луганской области, а также начали продвижение к стратегически важному городу Краматорск Донецкой области.
В ходе боёв за Кременную погиб подполковник Народной милиции ЛНР, командир батальона «Атаман» Михаил Кищик.

Продолжаются обстрелы Мариуполя, как артиллерией и танками по жилой застройке, так и авиационными бомбами по территории «Азовстали».

### 20 апреля
В Киев прибыл Председатель Европейского совета Шарль Мишель.
В Херсоне партизанами был убит перешедший на сторону России чиновник и блогер Валерий Кулешов.

### 21 апреля
Парламенты Эстонии и Латвии признали геноцидом российское вторжение на Украину.
Премьер-министры Испании и Дании Педро Санчес и Метте Фредериксен приехали в Киев для встречи с Владимиром Зеленским.

### 22 апреля
Генерал-майор Рустам Миннекаев, заместитель командующего Центральным военным округом РФ, признал, что целью «второго этапа» вторжения была полная оккупация Донбасса и юга Украины, а также создание сухопутного коридора с Приднестровьем.
В Запорожской области разбился украинский транспортный самолёт Ан-26. Пилот погиб, ещё два человека получили ранения.
Украинские официальные лица признали, что Россия взяла под свой контроль ещё 42 небольших города и села на востоке Украины.

### 23 апреля
Советник главы Офиса президента Украины Алексей Арестович заявил об уничтожении командного пункта армии РФ в Херсонской области.
По Одессе был нанесён ракетный удар. Согласно сообщению главы Офиса Президента Андрея Ермака, в результате попадания ракет по жилым домам погибли пять человек, в том числе трёхмесячный ребёнок, а ещё 18 людей получили ранения. Командование украинских войск заявило, что обстрел вёлся крылатыми ракетами, запущенными из акватории Каспийского моря бомбардировщиками Ту-95. Согласно заявлению, две ракеты, которые предварительно были определены как Х-555 или Х-101, были сбиты украинской ПВО, а ещё две ракеты поразили военный объект и два жилых дома. Минобороны России вечером заявило о нанесении удара ракетами большой дальности по военному аэродрому под Одессой, где хранилась «крупная партия поступившего от США и европейских стран иностранного вооружения».

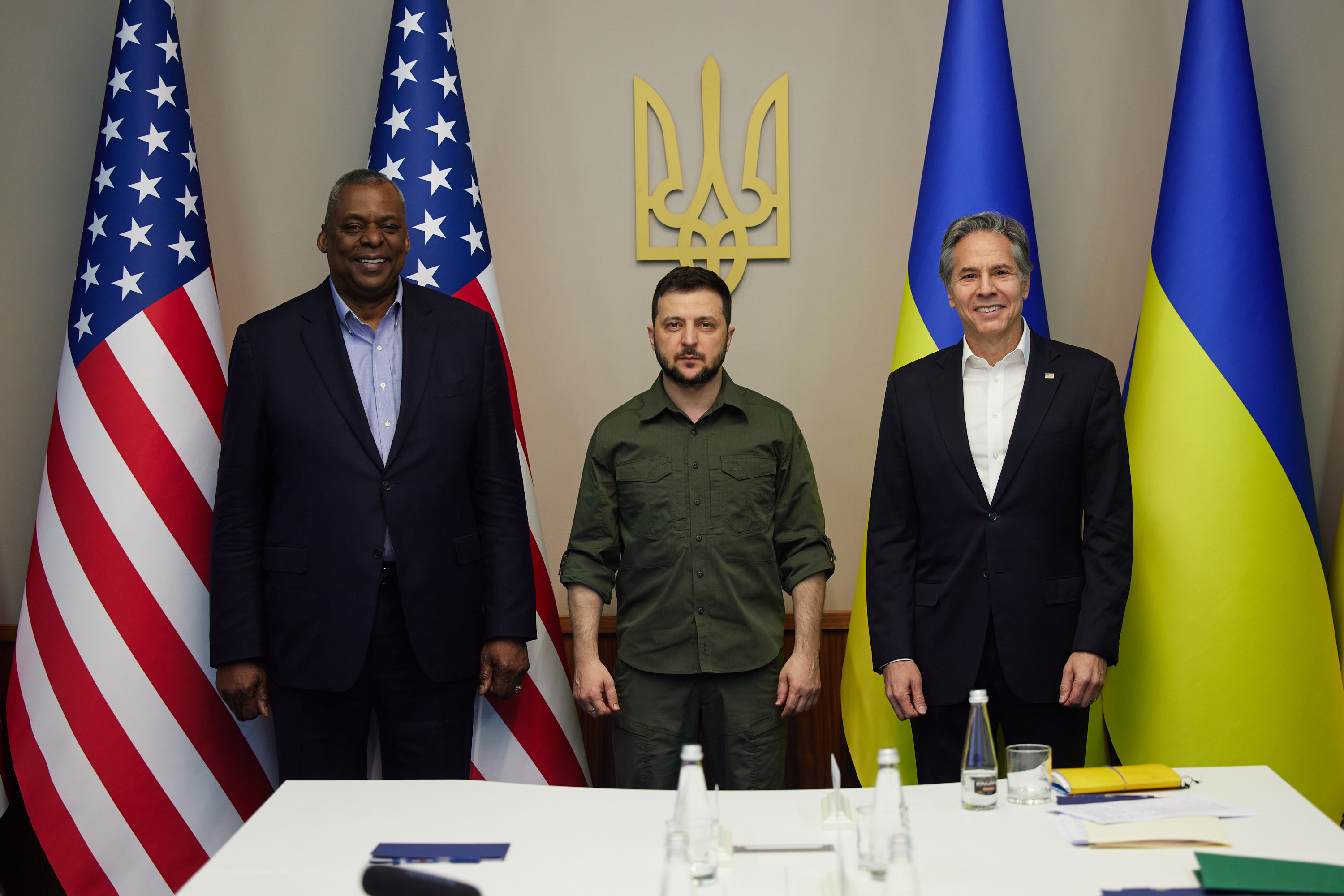
Встреча Президента Украины с Государственным секретарём и министром обороны США

Согласно заявлению Минобороны России, в результате российского удара был уничтожен завод по производству пороха и взрывчатых веществ в Павлограде Днепропетровской области.

### 24 апреля
Согласно заявлению Минобороны России, ракетами были уничтожены производственные объекты на Кременчугском НПЗ, а также хранилища нефтепродуктов, которые использовались для снабжения украинских войск.
ОБСЕ заявила о взятии в плен её наблюдателей в Донецке и Луганске.
Госсекретарь США Энтони Блинкен и министр обороны США Ллойд Остин посетили Киев.

### 25 апреля
Утром российские войска нанесли ракетные удары по меньшей мере по 5 железнодорожным станциям в центре и на западе Украины. Об обстреле железнодорожных объектов сообщили главы администраций Ровенской, Винницкой, Львовской областей. Удары нанесены по станциям в Жмеринке, Казатине, а также Красном Львовской области. По данным главы «Укрзализницы» Александра Камышина, есть пострадавшие, задержаны как минимум 16 пассажирских поездов. Повреждены тяговые подстанции, из-за чего пропал ток в контактной сети на участках Шепетовка — Казатин, Жмеринка — Казатин, Казатин — Фастов. Это стратегически важные участки железной дороги, связывающие Киев и центральные районы Украины с западной частью страны. Минобороны России заявило, что уничтоженные объекты использовались для снабжения украинских войск иностранным оружием.

### 26 апреля
Глава МАГАТЭ Рафаэль Гросси посетил Чернобыльскую АЭС.
Прошла встреча президента России В. Путина и генсека ООН Антониу Гутерреша.

### 27 апреля
Генштаб Украины подтвердил, что российские войска взяли посёлок городского типа Новотошковское, расположенный к югу от Северодонецка. Российскими войсками нанесён ракетный удар по автомобильно-железнодорожному мосту через Днестровский лиман, который связывает юго-западную часть Одесской области с остальной территорией Украины.
Губернаторы Курской и Воронежской областей сообщили о сбитии над их территорией украинских беспилотников. В Курске и Белгороде ночью произошли серии взрывов, возле Белгорода загорелся склад боеприпасов.

### 28 апреля
Мэр Мариуполя заявил, что российские войска обстреляли полевой госпиталь на «Азовстали», в результате чего количество раненных возросло с 170 до более чем 600 человек.
Вооружённые силы России нанесли ракетный удар по Киеву, когда в городе с визитом находился генсек ООН Антониу Гутерриш. Гутерриш заявил, что шокирован этим. Одна из ракет попала в жилой многоэтажный дом.
Палата представителей США большинством голосов одобрила закон о ленд-лизе, согласно которому Украина будет снабжаться материальными средствами и вооружением.

### 29 апреля
Был взорван важный железнодорожный мост возле города Славянск на востоке Донецкой области.

### 30 апреля
Ракетные удары по Одессе. Украинские военные сообщили, что взлётно-посадочная полоса одесского аэропорта повреждена и её использование невозможно.